# Gumier Usmanow

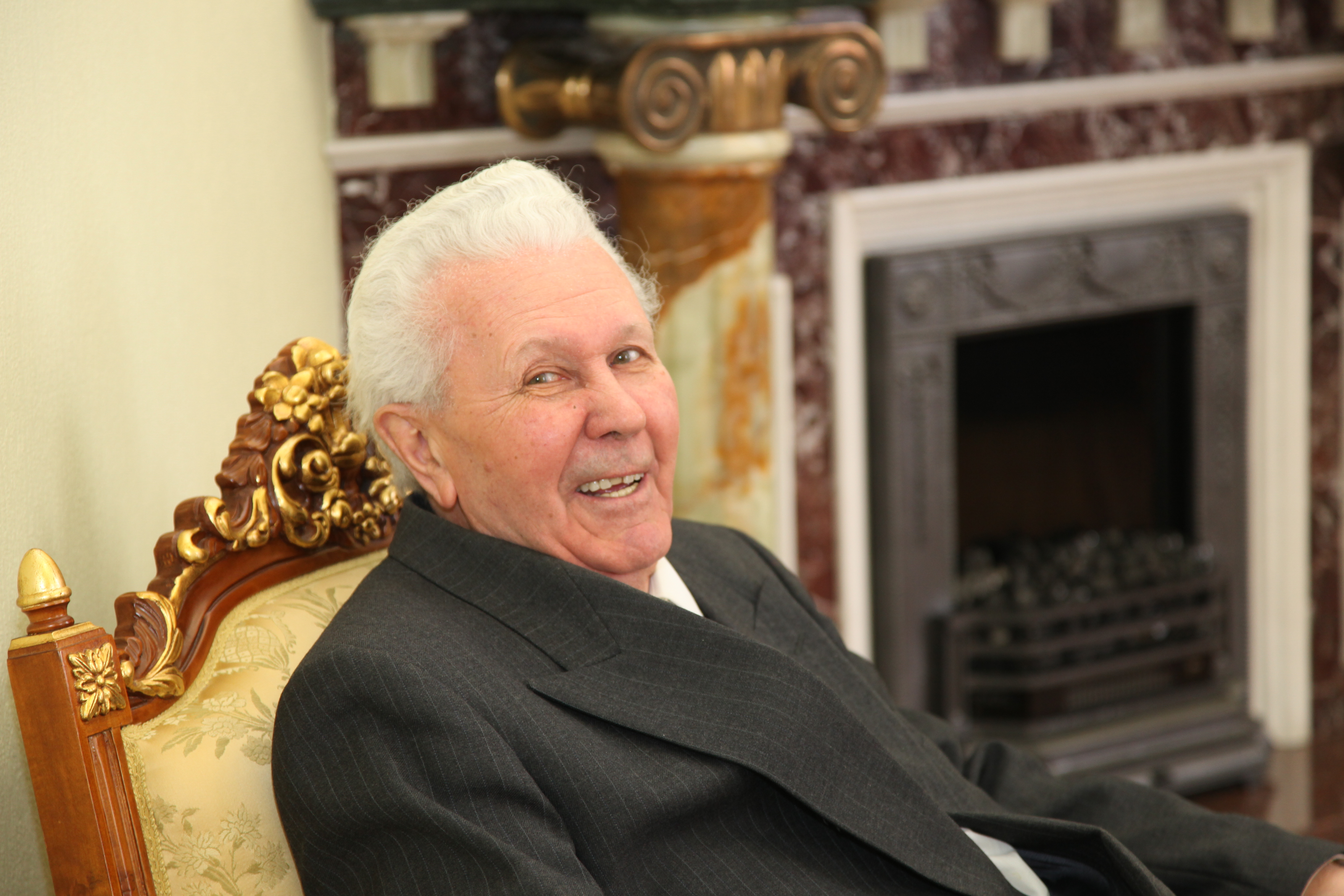
Gumier Usmanow, 2012

Gumier Ismagiłowicz Usmanow (ros. Гумер Исмагилович Усманов, ur. 16 marca 1932 w Czistopolu, zm. 23 lutego 2015 w Kazaniu) – radziecki i tatarski polityk, przewodniczący Rady Ministrów Tatarskiej ASRR (1966–1982), I sekretarz Tatarskiego Komitetu Obwodowego KPZR (1982–1989), członek KC KPZR (1986–1990), sekretarz KC KPZR (1989–1990).
W 1950 ukończył technikum rolnicze w rodzinnym mieście, a 1961 wydział melioracji gospodarki rolnej Kazańskiego Instytutu Rolniczego, 1950–1953 nauczyciel w szkole mechanizacji gospodarki rolnej, od 1953 w KPZR. 1953−1954 I sekretarz rejonowego komitetu Komsomołu, 1954–1956 nauczyciel w technikum mechanizacji gospodarki rolnej, 1956–1962 lektor, sekretarz i II sekretarz, a od kwietnia do grudnia 1962 I sekretarz Komitetu Miejskiego KPZR w Czistopolu. Od grudnia 1962 do stycznia 1965 szef Zarządu Produkcyjno-Sowchozowego, od stycznia 1965 do maja 1966 I sekretarz rejonowego komitetu KPZR w Buinsku, od maja 1966 do października 1982 przewodniczący Rady Ministrów Tatarskiej ASRR. Od 29 października 1982 do 23 września 1989 I sekretarz Tatarskiego Komitetu Obwodowego KPZR, od 6 marca 1986 do 2 lipca 1990 członek KC, a od 20 września 1989 do 2 lipca 1990 sekretarz KC KPZR. Od 9 grudnia 1989 do 19 czerwca 1990 zastępca przewodniczącego Rosyjskiego Biura KC KPZR, od 1990 na emeryturze. Deputowany do Rady Najwyższej ZSRR od 7 do 11 kadencji, deputowany ludowy ZSRR.

## Odznaczenia
- Order Rewolucji Październikowej
- Order Czerwonego Sztandaru Pracy (dwukrotnie)
- Order „Znak Honoru”
- Order za Zasługi dla Republiki Tatarstanu (Tatarstan) (26 lutego 2007)
- Medal za Ofiarną Pracę